# SimCity Societies
SimCity Societies is een stedenbouwsimulatiespel in de serie SimCity dat werd ontwikkeld door Tilted Mill Entertainment. Het kwam op 13 november 2007 op de markt.

## Onthaal
Nadat Electronic Arts een opvolger in de SimCity-serie aankondigde, ontstonden er direct hevige discussies op de forums van grote SimCity-communitysites. De reactie was veelal negatief, omdat volgens veel van de fans van de serie de basissprincipes van het spel te weinig aanwezig zijn of zelfs helemaal verdwijnen. De meest gehoorde reactie is dat het spel niet per definitie slecht zal worden, maar dat deze de titel SimCity niet waardig is omdat het geen realistische stedenbouwsimulator betreft. Op het officiële Tilted Mill Entertainment forum kwam er als reactie van de fans met de titel "You killed SimCity!". De gemoederen daar liepen zo hoog op dat zelfs de directeur van Tilted Mill Entertainment een reactie achterliet.

## Uitbreidingen
In juni 2008 werd er een uitbreidingspakket uitgebracht genaamd SimCity Societies: Destinations, waar de focus op toerisme wordt gelegd. In diezelfde maand werd ook een Deluxe-editie uitgebracht. Deze editie bevat het spel en het uitbreidingspakket.